# Ситники (Благовіщенський район)
Си́тники (рос. Ситники, башк. Ситники) — присілок у складі Благовіщенського району Башкортостану, Росія. Входить до складу Ільїно-Полянської сільської ради.
Населення — 32 особи (2010; 4 в 2002).
Національний склад:
- росіяни — 100 %